# Glödnitzbach
Der Glödnitzbach ist ein linker Nebenfluss der Gurk in Kärnten, Österreich.

## Verlauf
Der Glödnitzbach entspringt südöstlich des Dolzerkogels in 1384 Meter Seehöhe. Teilweise wird auch der Jauernigbach als Quellbach des Glödnitzbachs bezeichnet. Diese beiden fließen beim Ort Moos zusammen. Von hier fließt der Glödnitzbach durch das breite Glödnitztal in südsüdöstlicher Richtung zum Gurktal. Bei Kleinglödnitz mündet er auf 828 Meter Seehöhe in die Gurk. Sein Einzugsgebiet beträgt 51,5 Quadratkilometer.

## Geschichte des Glödnitztals
In der Zeit der römischen Herrschaft führte eine Straße von Virunum durch das Glödnitztal über die Flattnitzer Höhe nach Salzburg. Später wurde das Tal von Slawen besiedelt. Das zeigen beispielsweise die Namen Jauernig (Ahorngegend) oder Brenitz (Platz mit einer Befestigung). Um 740 zogen Baiern von Norden in das Tal und das Gebiet war über mehrere Jahrhunderte zweisprachig. Die Bedeutung als Alpenübergang zeigen auch der befestigte Edelmannssitz Görtschachhof und der Amthof in Glödnitz. In den Gurker Abgabenbüchern aus dem 13. Jahrhundert ist ersichtlich, dass neben Roggen, Weizen, Gerste und Hafer auch Wein angebaut wurde. In kleinem Umfang wurden auch nach Silber, Eisen und Blei geschürft. In der 2. Hälfte des 20. Jahrhunderts nahm die Bedeutung der Landwirtschaft ab und immer Menschen arbeiteten auswärts, so pendelten 2021 von den 362 Erwerbstätigen 257 aus.

## Berge
Nach Norden begrenzt der Hauptkamm der Gurktaler Alpen das Einzugsgebiet des Glödnitzbachs. Die Flattnitzer Höhe, der Übergang vom Gurktal zum Murtal, ist hier auf 1400 Meter tief eingeschnitten. Im Westen trennt der Schleichkogel (1502 m) die Einzugsgebiete von Glödnitztal und Griffenbach. Im Osten begrenzen die südlichen Ausläufer des Mödringbergs (1693 m) mit dem Lassenberg (1235 m) das Glödnitztal.

## Orte
Beinahe das gesamte Einzugsgebiet des Glödnitzbachs liegt in der Gemeinde Glödnitz, nur die letzten rund 100 m des Bachs gehören zur Gemeinde Weitensfeld im Gurktal. Der einzige größere Ort am Glödnitzbach ist Glödnitz mit rund 300 Einwohnern.

## Nebenbäche
Die wichtigsten Nebenbäche des Glödnitzbachs sind:
| Name         | Mündungsseite | Mündungsort | Einzugsgebiet in km² |
| ------------ | ------------- | ----------- | -------------------- |
| Jauernigbach | rechts        | Moos        | 17,1                 |
| Rainbach     | links         |             | 06,8                 |
| Gralbach     | links         | Weißberg    | 07,8                 |